# Automolus paraensis
El ticotico de Pará (Automolus paraensis) es una especie de ave paseriforme de la familia Furnariidae, perteneciente al género Automolus. Es endémica de la cuenca amazónica meridional de Brasil. Anteriormente se consideraba una subespecie del ticotico oliváceo (Automolus infuscatus), ya que ambos tienen una apariencia similar, pero sus cantos son significativamente diferentes.

## Distribución y hábitat
Se distribuye en el centro norte de Brasil al sur del río Amazonas (desde la margen derecha del río Madeira hacia el este hasta Maranhão, hacia el sur hasta Rondônia y  norte de Mato Grosso).
Esta especie es considerada bastante común en su hábitat natural, el sotobosque de selvas húmedas hasta los 500m de altitud.

## Sistemática

### Descripción original
La especie A. paraensis fue descrita por primera vez por el ornitólogo alemán Ernst Hartert en 1902 bajo el nombre científico de subespecie Automolus sclateri paraensis; su localidad tipo es: «Benevides, cerca de Belém, Brasil».

### Etimología
El nombre genérico masculino «Automolus» deriva del griego «automolos»: desertor; y el nombre de la especie «paraensis», se refiere a la localidad tipo, Pará.

### Taxonomía
La presente especie era considerada conespecífica con Automolus infuscatus pero fue separada con base en diferencias morfológicas y de vocalización. La separación fue aprobada en la Propuesta N° 26 al Comité de Clasificación de Sudamérica (SACC). Es monotípica.